# Апоп

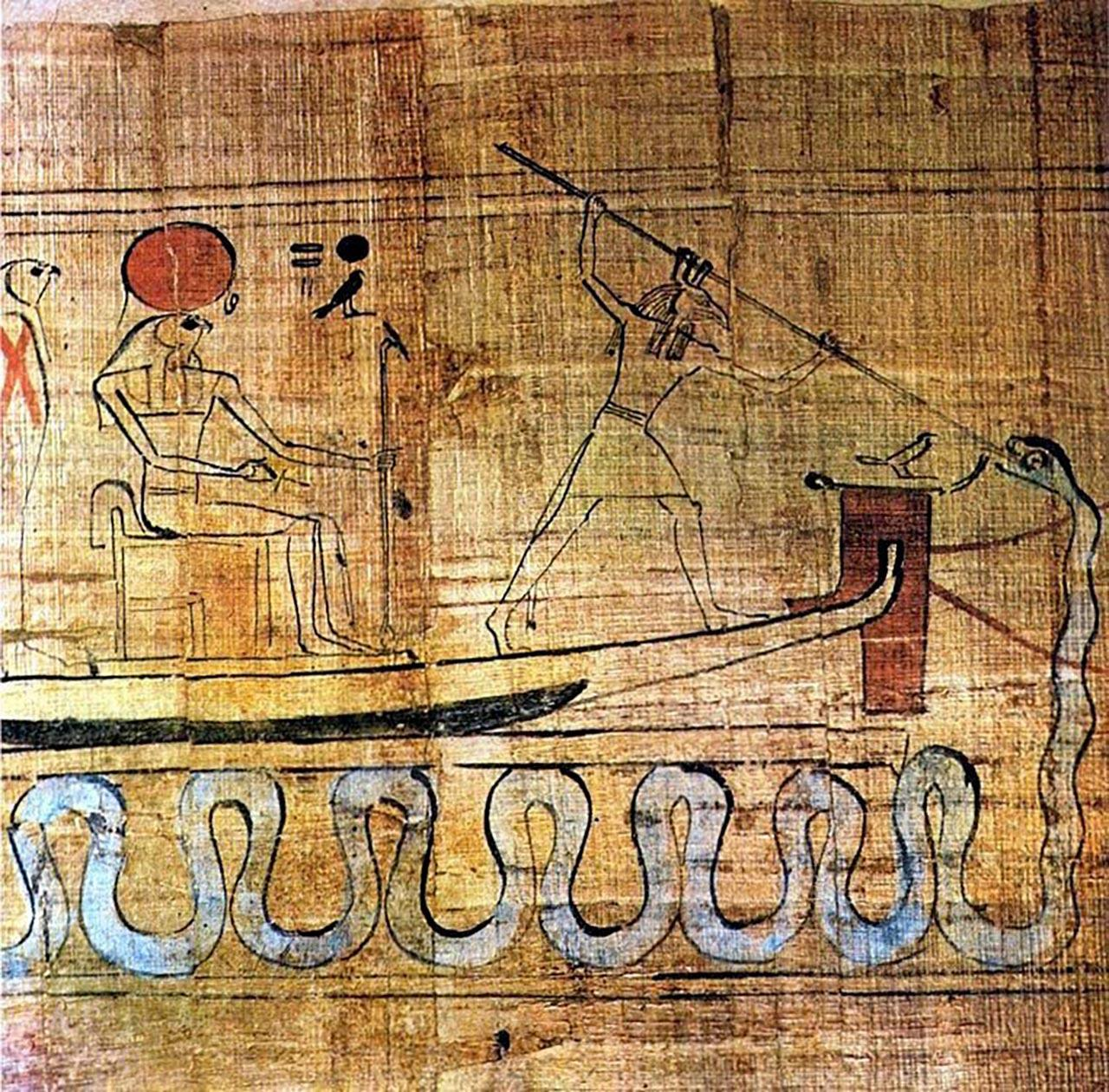
Сет поражает Апопа на лодке Атет

Апо́п (Апе́п, Апо́фис, греч. Ἀπόφις) — в египетской мифологии огромный змей, олицетворяющий мрак и зло, изначальная сила, олицетворяющая Хаос, извечный враг бога солнца Ра. Миссией Апопа являлось поглощение солнца и ввержение Земли в вечную тьму. Часто выступает как собирательный образ всех врагов солнца. Имена Апопа также произносятся как Апеп и Апофис на греческом языке.

## Мифология
Апоп обитает в подземном мире мёртвых (Дуате), где и происходит его борьба с Ра. Когда ночью Ра начинает плавание по подземному Нилу, Апоп, желая погубить его, выпивает из реки всю воду. В сражении с Апопом (повторяющемся каждую ночь) Ра выходит победителем и заставляет его изрыгнуть воду обратно:
Он, великий Ра,
Поражает злотворящего змея,
Разрубает позвоночник его,
И огонь пожирает его.Книга Мёртвых
Апоп считался творением Нейт, явившимся из первозданных вод ещё задолго до Великой Эннеады. Существует также версия мифа, где Апоп выступает в качестве демиурга — создателя Вселенной.
Первоначально защитником Ра был Сет, каждую ночь побеждающий Апопа. Позже Апопа сближали с Сетом.
В другом мифе Сехмет, грозное око бога солнца Ра, отрезает голову змею-Апопу под священной сикоморой (древом жизни) города Гелиополя.
В Книге преодоления Апофиса содержатся многочисленные заклинания, которые якобы применяли жрецы для сражения с Апопом, если же он всё-таки выйдет наружу, в Египет, дабы свершить свою миссию — поглотить солнце и повергнуть Землю в вечный мрак.

## Ассоциации
- Имя персонажа мифа носил Апопи I — последний гиксосский правитель Древнего Египта из XV династии.
- Солнечное затмение у древних египтян символизировало борьбу Ра и Апопа[4].

## В массовой культуре
- На образе Апопа (в древнегреческом произношении — Апофиса) основан Апофис, один из персонажей научно-фантастического телесериала «Звёздные врата: SG-1», выступающий как второй главный враг Земли после Ра.
- В честь Апопа / Апофиса назван небольшой астероид (99942) Апофис, опасно сближающийся с Землёй. Астероид должен был получить имя в честь египетского бога (такие имена даются астероидам, у которых орбита ближе к Солнцу, чем орбита у Земли). Один из первооткрывателей Дейв Толен, не обладая обширными знаниями в области мифологии, обратился к списку тех персонажей египетской мифологии, которые он узнал из сериала «Звёздные врата: SG-1». Название оказалось особенно удачным, так как существует потенциальная угроза столкновения этого астероида с Землёй[5][6].
- В честь Апопа названа двойная звезда 2XMM J160050.7–514245 в созвездии Наугольника.
- Апофис — антагонист в книгах серии «Наследники богов» Рика Риордана: «Огненный трон» и «Тень Змея».
- Апофис — один из главных антагонистов в 3 сезоне сериала «Библиотекари».
- Апеп — один из боссов Genshin Impact, элементальный Дендро-дракон, обитающий в подземелье под пустыней Хадрамавет региона Сумеру.